# Lac du Lachtelweiher
Le lac du Lachtelweiher (ou Lachtelweier) est un petit lac du versant alsacien des Vosges dans la vallée de Masevaux, sur le territoire de la commune de Kirchberg. Son nom proviendrait d'une déformation : Loch (trou) + Tal (vallée) + Weiher (étang). Le Lachtelweier est donc "un trou d'eau dans la vallée". Situé dans un cadre romantique, il est propice à la pêche, à la baignade et à la randonnée. Il est le plus méridional des lacs vosgiens.
Au départ du lac, un sentier monte à la source de la Doller, à la Fennematt (922 m).